# آنجوما رامارتینا
آنجوما رامارتینا (به لاتین: Anjoma Ramartina) یک منطقهٔ مسکونی در ماداگاسکار است که در ناحیه بتافو واقع شده‌است. آنجوما رامارتینا ۱۵٬۰۰۰ نفر جمعیت دارد و ۷۷۴ متر بالاتر از سطح دریا واقع شده‌است.